# Олимпиакос (волейбольный клуб)
Олимпиако́с (греч. Ολυμπιακός Σύνδεσμος Φιλάθλων Πειραιώς) — волейбольный отдел греческого спортивного клуба «Олимпиакос» из города Пирей, основанный в 1930 году. Самый титулованный клуб в греческих волейбольных соревнованиях.
Свои домашние матчи клуб проводит в зале «Мелина Меркури» (греч. Μελίνα Μερκούρη), вмещающем 2800 зрителей.

## История
После Второй мировой войны клуб всегда был среди лучших команд Греции. «Олимпиакос» делегировал большое число игроков в национальные сборные.
«Олимпиакос» стал первым в истории греческим клубом, игравшим в финале Лиги чемпионов ЕКВ (в 1992 году уступил итальянскому «Мессаджеро» Равенна). В 2002 году клуб повторил это достижение, вновь проиграв финал итальянскому клубу, на этот раз «Лубе» Мачерата.

## Титулы
- Чемпионат Греции по волейболу среди мужчин
  - Победитель (32): 1968, 1969, 1974, 1976, 1978, 1979, 1980, 1981, 1983, 1987, 1988, 1989, 1990, 1991, 1992, 1993, 1994, 1998, 1999, 2000, 2001, 2003, 2009, 2010, 2011, 2013, 2014, 2018, 2019, 2021, 2023, 2024
  - 2-е место (17): 1970, 1972, 1973, 1977, 1982, 1984, 1985, 1986, 1995, 2002, 2004, 2005, 2015, 2017, 2020, 2022, 2025
- Кубок Греции
  - Победитель (18): 1981, 1983, 1989, 1990, 1992, 1993, 1997, 1998, 1999, 2001, 2009, 2011, 2013, 2014, 2016, 2017, 2024, 2025
  - Финалист (8): 1984, 1985, 2000, 2004, 2005, 2010, 2015, 2023
- Кубок лиги
  - Победитель (7): 2013, 2015, 2016, 2017, 2018, 2019, 2025
  - Финалист (2): 2020, 2023
- Кубок «Мелина Меркури»
  - Победитель (1): 1994 *
- Победитель Суперкубка Греции
  - Победитель (3): 2000, 2010, 2024
  - Финалист (4): 1997, 2005, 2021, 2023
- Лига чемпионов ЕКВ
  - Финалист: 1991/92, 2001/02
  - 3-е место: 1992/93, 1994/95
  - 4-е место (3): 1981/82, 1993/94, 2000/01
- Кубок обладателей кубков/Кубок вызова
  - Победитель: 1995/96, 2004/05, 2022/23
  - Финалист: 1996/97, 1997/98, 2017/18

Примечание:
- В 1994 году Кубок Греции был отменен, и был проведен финальный турнир 4 в память о Мелине Меркури. Международные игроки отсутствовали из-за чемпионата мира 1994 года. В финале «Олимпиакос Пирей» победил «Арис Салоники» со счетом 3–0 и завоевал титул.[1]

## Известные бывшие волейболисты
- Апостолос Арменакис
- Василиос Курметас
- Георгиос Драгович
- Георгиос Казамиас
- Димитриос Казазис
- Мариос Гиурдас
- Стилианос Амарионакис
- Костас Христофиделис
- Игорь Рунов
- Маркос Милинкович
- Пабло Меана
- Тодор Алексиев
- Иво Гаврилов
- Эрнандо Гомес
- Драган Травица
- Лоренцо Бернарди
- Джон Гордон Перрин
- Раймонд Вилде
- Фабьян Джизга
- Александар Атанасиевич
- Иван Милькович
- Михал Фингер
- Том Хофф

## Тренеры
- Костас Ампелас
- Димитрис Кефелас
- Кириакос Пантелиас
- Димитри Захариев
- 1986—1992  Яннис Лайос[греч.]
- 1992—1994  Владимир Кондра
- 1995—1996  Яннис Лайос
- 1996—1998  Джанпаоло Монтали[итал.]
- 1998—2000  Зоран Гаич
- 2000—2002  Даниеле Рицци[итал.]
- 2002—2004  Любомир Травица[итал.]
- 2004—2005  Клаудио Куэльо
- 2007—2010  Андерс Кристианссон
- 2010  Флавио Гулинелли[итал.]
- 2010—2012  Яннис Калмацидис
- 2012—2015  Димитриос Казазис[греч.]
- 2015—2016  Роберто Пиазза[итал.]
- 2016  Флавио Гулинелли[итал.]
- 2016—2017  Слободан Бошкан
- 2017—2020  Фернандо Муньос Бенитес
- 2020—2021  Димитриос Казазис[греч.]
- 2022—2023  Альберто Джулиани[итал.]
- 2023—2024  Дэниел Кастеллани[исп.]
- 2024—2025  Андреа Гардини.[итал.]

## Текущий состав
Сезон 2024/2025
| №                       | Имя                     | Год рождения            | Рост                    |                         |                         |
| Центральные блокирующие | Центральные блокирующие | Центральные блокирующие | Центральные блокирующие | Центральные блокирующие | Центральные блокирующие |
| ----------------------- | ----------------------- | ----------------------- | ----------------------- | ----------------------- | ----------------------- |
| 1                       | Махди Джелве Газиани    | 2001                    | 208                     |                         |                         |
| 2                       | Ален Паенк              | 1986                    | 202                     |                         |                         |
| 3                       | Димитрис Маникас        | 2007                    | 199                     |                         |                         |
| 9                       | Николас Папагелопулос   | 1988                    | 204                     |                         |                         |
| 19                      | Апостолос Арменакис     | 1980                    | 205                     |                         |                         |
| 20                      | Неманья Масулович       | 1995                    | 205                     |                         |                         |
| 21                      | Митар Дурич             | 1989                    | 211                     |                         |                         |
| Связующие               |                         |                         |                         |                         |                         |
| 6                       | Матео Хасбала           | 2004                    | 192                     |                         |                         |
| 14                      | Драган Травица          | 1986                    | 200                     |                         |                         |

| №                                | Имя                     | Год рождения | Рост         |              |              |
| Диагональные                     | Диагональные            | Диагональные | Диагональные | Диагональные | Диагональные |
| -------------------------------- | ----------------------- | ------------ | ------------ | ------------ | ------------ |
| 12                               | Никос Зупанис           | 1989         | 202          |              |              |
| 16                               | Александар Атанасиевич  | 1991         | 202          |              |              |
| Доигровщики                      |                         |              |              |              |              |
| 4                                | Василис Костопулос      | 1995         | 197          |              |              |
| 8                                | Джон Гордон Перрин      | 1989         | 201          |              |              |
| 10                               | Рафаэль Кументакис      | 1993         | 203          |              |              |
| 17                               | Анестис Далакурас       | 1993         | 201          |              |              |
| Либеро                           |                         |              |              |              |              |
| 15                               | Димитрис Джаврас        | 1999         | 177          |              |              |
| 18                               | Димитрис Константинидис | 1993         | 188          |              |              |
| Главный тренер — Андреа Гардини  |                         |              |              |              |              |
| Второй тренер — Антонис Вурдерис |                         |              |              |              |              |

- Лига чемпионов ЕКВ
- Чемпионат Греции по волейболу среди мужчин